# ピエール・パンスマイユ

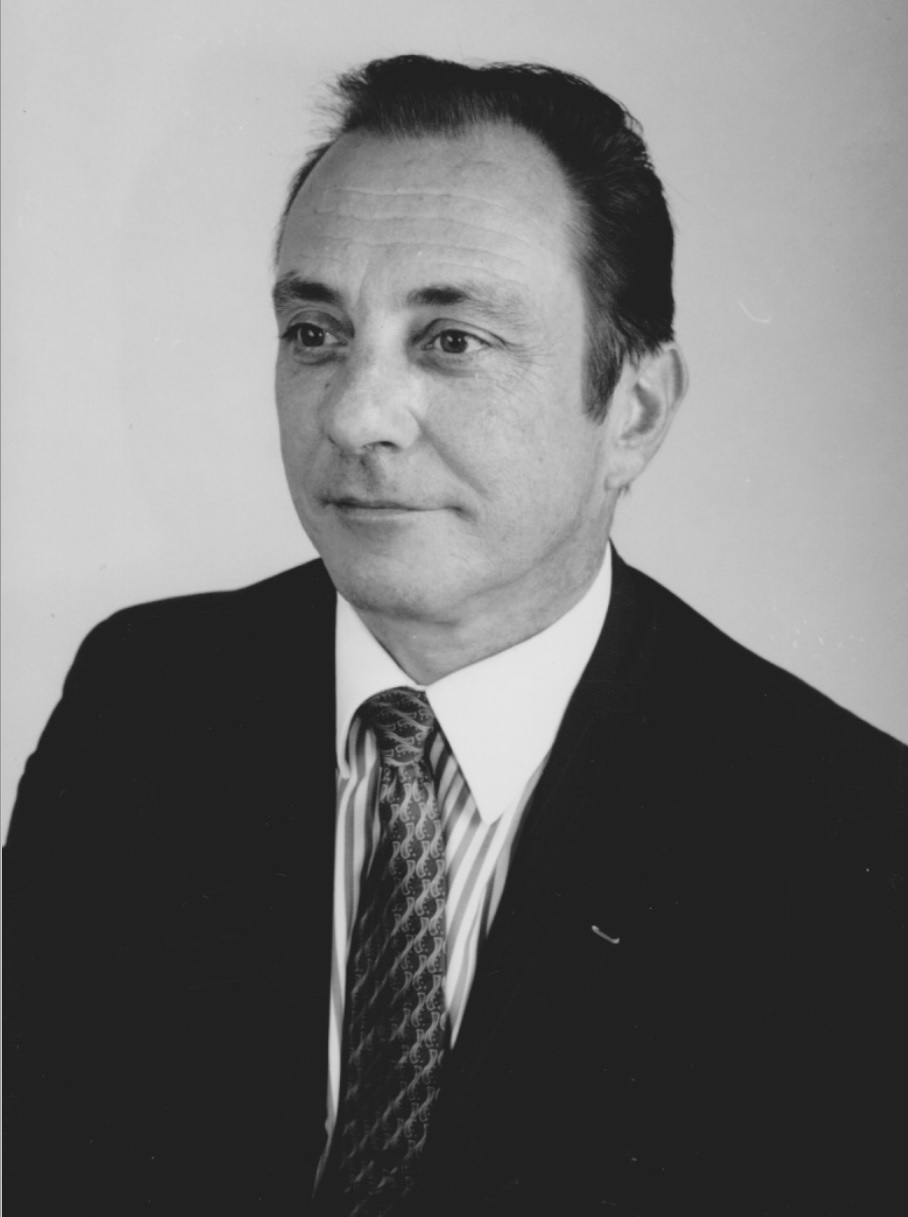

ピエール・パンスマイユ（Pierre Pincemaille, 1956年12月8日 - 2018年1月12日）は、フランスのオルガン奏者。
パリ出身。1965年からピアノを習い始めたが、牧師でアマチュアのオルガン奏者であった叔父ポールの影響でオルガンにも興味を持ち、1970年にパリ音楽院に入学してマルセル・ビッチュやアンリ・シャラン等に音楽理論を学んだほか、ロランド・ファルシネッリのクラスでオルガンを学んだ。1978年にリヨンで開かれた国際オルガン即興演奏コンクール、1987年にボーヴェで開かれたオルガン・コンクール、1989年にストラスブールで開かれたオルガン即興演奏コンクールのそれぞれで一位になり、同年モンブリゾンでの国際オルガン即興演奏コンクールと1990年のシャルトル国際オルガン即興演奏コンクールでもグランプリを受賞した。1987年からサン＝ドニの教会オルガニストになる。
シュレンヌにて肺癌により没。